# Kisjlak

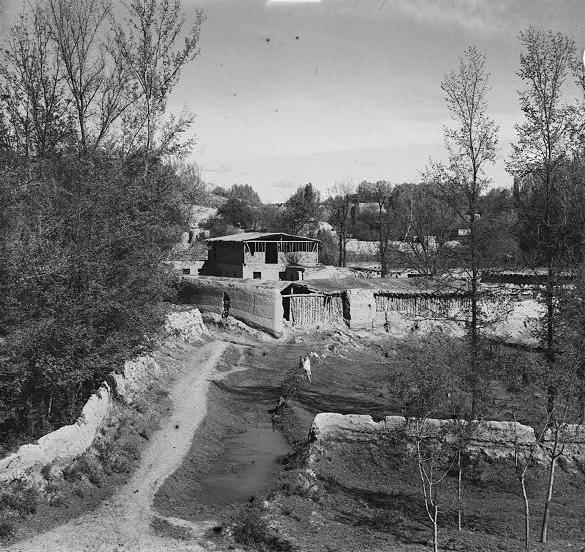
Kisjlak in de buurt van Samarkand in het Russische generaal-gouvernement Turkestan begin 20e eeuw

Een kisjlak (vanuit het Turks) is een historische dorpsvorm in Oezbekistan en Tadzjikistan en kan een bewoonde nederzetting of een overwinteringsplaats zijn voor semi-nomaden. Er bestonden voor de Russische Revolutie verschillende typen, die te onderscheiden waren aan uiterlijke kenmerken:
- nestvormig: enkele bij elkaar geplaatste huizen of op een bepaalde afstand van elkaar verwijderd liggende huizen. Deze huizen waren verenigd onder een bepaalde naam en de inwoners vormden een gemeenschap. Ze waren verwant aan 1 familie en hadden vaak hun eigen moskee.
- grote kisjlaks: door de groei van nederzettingen van het eerste type (kleine kisjlaks) groeiden deze uit tot een buurtschap bestaande uit huizenblokken.
- verspreid: verschillende landerijen lagen op geruime afstand van elkaar, maar waren een gemeenschap als gevolg van het feit dat ze voor de irrigatie van hun landerijen gebruik maakten van hetzelfde bevloeiingskanaal.

Het merendeel van de kisjlaks was dichtbevolkt en had een onoverzichtelijk stratenpatroon met veel bochtige straatjes en doodlopende steegjes. Kisjlaks in berggebieden hadden ook vaak een 'gestapeld patroon', waarbij gebouwen en straten stapsgewijs tegen een berg op waren geplaatst.
Voor de verovering en inlijving van Midden-Azië in het Russische Rijk, waren veel kisjlaks omsloten door een verdedigingsmuur. Kisjlaks werden bestuurd door oudsten (gunstelingen van de adel).
Door de komst van de Sovjet-Unie veranderden de kisjlaks radicaal: Door collectivisatie en de instelling van kolchozen en sovchozen veranderden de kisjlaks naar nederzettingen die grofweg te vergelijken zijn met nederzettingen met stedelijk karakter.
De naam 'kisjlak' valt terug te zien in veel plaatsnamen in beide landen. Voorbeelden zijn Afgan-Kishlak (Tadzjikistan) en Shaytan-Kishlak (Oezbekistan).
Het tegenovergestelde van een kisjlak is een jajlak (of jajlag, ailoq of yayla), een bergplaats die in de zomer in de wordt gebruikt.